# Pacte national pour la croissance, la compétitivité et l'emploi
Le Pacte pour la croissance, la compétitivité et l’emploi est une initiative prise sous la Présidence de François Hollande, annoncée le 6 novembre 2012, et qui vise à redonner aux entreprises qui opèrent en France les moyens de se repositionner de manière offensive et durable dans la compétition internationale, tout en concourant à la compétitivité de l’économie nationale.

## Historique et contexte politique
Mesure annoncée le 6 novembre 2012.

## Contenu
Construit autour de huit leviers de compétitivité et de trente-cinq décisions concrètes, il renforce l’attractivité de la France pour les investisseurs étrangers, en apportant des réponses à leurs préoccupations et attentes dans au moins quatre domaines. 
1. La réduction de l’impôt et des coûts de l’entreprise et du coût du travail de 20 Mds€ par an, pour relancer l’investissement et la création d’emploi, via un crédit d'impôt pour la compétitivité et l'emploi (CICE), avec une modernisation de l’impôt sur les sociétés, caractérisé par un taux élevé et une assiette réduite, cet impôt fera l’objet d’une assiette plus large, avec des taux qui devront être modulés, en vue d’assurer une convergence européenne.
2. L’accès à des financements performants et de proximité par la création de la Banque publique d'investissement (BPI), avec une nouvelle garantie publique permettant d’apporter plus de 500 M€ de trésorerie aux PME et l’établissement d’un plan d’action pour lutter contre l’allongement des délais de paiement.
3. Le renforcement des incitations et soutiens à l’innovation par un crédit d'impôt recherche, des moyens du transfert de la recherche vers le tissu économique, la mobilisation de la Banque publique d'investissement pour le financement de l’innovation, la diffusion des technologies et usages du numérique, l’accompagnement du développement des PME innovantes et le déploiement du très haut débit numérique sur l’ensemble du territoire.
4. La simplification et la stabilisation de l’environnement réglementaire, administratif et fiscal et un accueil facilité pour les talents étrangers et les visiteurs professionnels qui contribuent au rayonnement et au dynamisme de l’économie française, ainsi que stabilisation de cinq dispositifs fiscaux clés pour l’investissement et la vie des entreprises[1].

## Résultats concrets
Le CICE a été évalué officiellement en septembre 2016 par trois équipes de recherche indépendantes qui ont fait apparaitre des éléments préliminaires :
- une difficulté intrinsèque à l'évaluation, liée à des mesures de renchérissement du coût du travail prises parallèlement 
- un effet probable sur la survie des entreprises
- peu d'effet observables sur l'investissement, la R&D et l'exportation
- un débat sur l'effet sur l'emploi et les salaires, entre la part de création d'emploi et la part d'augmentation des salaires
- un effet positif sur les marges des entreprises, sans qu'il soit facile d'en dire la part qui est restituée dans les prix   
Le comité de pilotage du CICE estime que l'effet sur l'emploi peut être estimé entre 50 000 et 100 000 emplois
Après une étude complémentaire , le CICE confirme la fourchette d'impact sur l'emploi, l'effet positif sur les marges des entreprises et une diffusion par les prix au-delà des entreprises bénéficiaires, et l'absence d'effet sur l'investissement et la R&D sur la période concernée.